# Diecéze Sumbe
Diecéze Sumbe je diecéze římskokatolické církve, nacházející se v Angole.

## Území
Diecéze zahrnuje provincii Cuanza Sul.
Biskupským sídlem je město Sumbe, kde se nachází hlavní chrám – katedrála Neposkvrněného početí Panny Marie.
Rozděluje se do 19 farností. K roku 2017 měla 652 894 věřících, 43 diecézních kněží, 10 řeholních kněží, 12 řeholníků a 70 řeholnic.

## Historie
Dne 10. srpna 1975 byla bulou Qui provido Dei papeže Pavla VI. vytvořena z části území arcidiecéze Luanda diecéze Ngunza.
Dne 3. února 1977 byla diecéze přejmenována na Novo Redondo.
Dne 22. října 2006 získala své současné jméno.

## Seznam biskupů
- Zacarias Kamwenho (1975–1995)
- Benedito Roberto (1995–2012)
- Luzizila Kiala (2013–2021)
  - Luzizila Kiala dočasný správce
- Firmino David (od 2023)